# 여차항 (거제시)
여차항은 경상남도 거제시 남부면 다포리에 있는 어항이다. 2003년 2월 3일 어촌정주어항으로 지정하여 관리하고 있다. 시설관리자는 거제시장이다.

## 어항 연혁
- 여차마을은 작은 다대의 등넘어 남쪽에 있고 앞바다에 작은 대소병대도가 8개나 있음으로 이 섬들을 바라보고 지키는 곳이라 하여 여차(汝次)라 하였다.

## 어항 구역
- 수역: 미지정(거제시 남부면 다포리 52-7번지 수역)
- 육역: 미지정

## 어항 시설
- 물양장, 방파제, 선착장

## 주요 어종
- 미역, 감성돔, 열기 등